# 提米扎爾特
36°48′N 4°16′E / 36.800°N 4.267°E

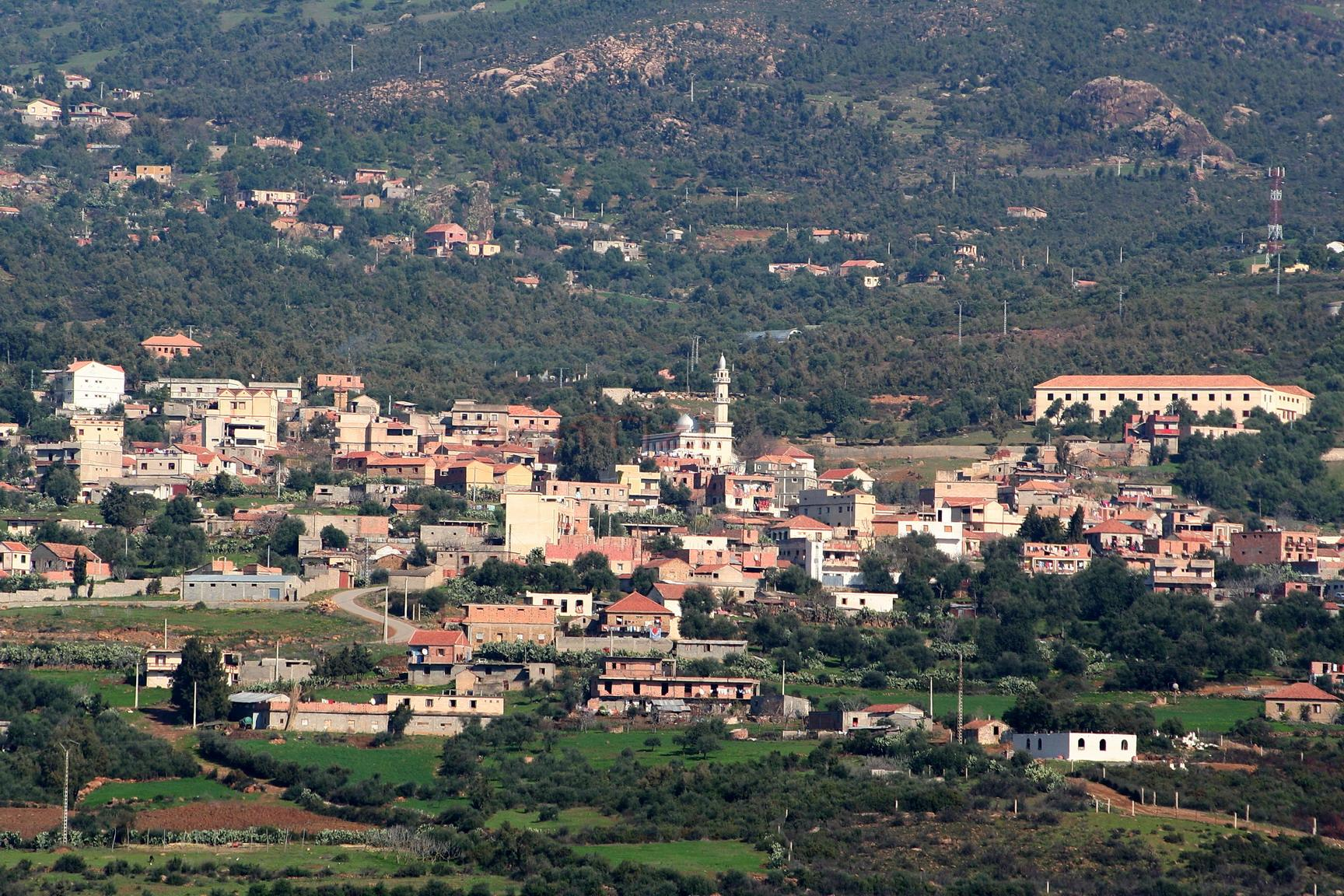

提米扎爾特（阿拉伯语：‎），是阿爾及利亞的城鎮，位於該國北部提濟烏祖省，由瓦蓋努恩區負責管轄，面積65平方公里，海拔高度312米，2008年人口28,996，人口密度每平方公里445人。